# Cerro Jaua
Le cerro Jaua (qui s'écrit aussi cerro Jáua) est un tepuy qui culmine à 2 395 mètres d'altitude. Il est situé dans l'État de Bolívar au Venezuela. Il se trouve dans le parc national Jaua-Sarisariñama.